# Asplenium ponapeanum
Asplenium ponapeanum är en svartbräkenväxtart som beskrevs av Nakam. och Miyam. Asplenium ponapeanum ingår i släktet Asplenium och familjen Aspleniaceae. Inga underarter finns listade.